# AS Poissy
AS Poissy – francuski klub piłkarski z siedzibą w Poissy. 

## Historia
Amicale Sportive de Poissy został założony w 1904 roku. Przez wiele lat klub występował w niższych klasach rozgrywkowych. W 1977 roku Poissy wygrało rozgrywki Division 3 w grupie Nord i awansowało jedyny raz w historii do Division 2. 
Pobyt na zapleczu francuskiej ekstraklasy trwał tylko sezon, gdyż Poissy zajęło 16. miejsce w grupie B Division 2 i zostało zdegradowane. Potem klub osiągał poziom co najwyżej trzecioligowy. Obecnie Poissy występuje w Championnat de France amateur, która jest czwartą klasą rozgrywkową. 

## Sukcesy
- mistrzostwo Division 3: 1977.
- 1 sezon w Division 2: 1977-1978.

## Reprezentanci w klubie
- Gérard Soler
- Nourredine Kourichi